# Lasioglossum admirandum
Lasioglossum admirandum là một loài Hymenoptera trong họ Halictidae. Loài này được Sandhouse mô tả khoa học năm 1924.

## Hình ảnh

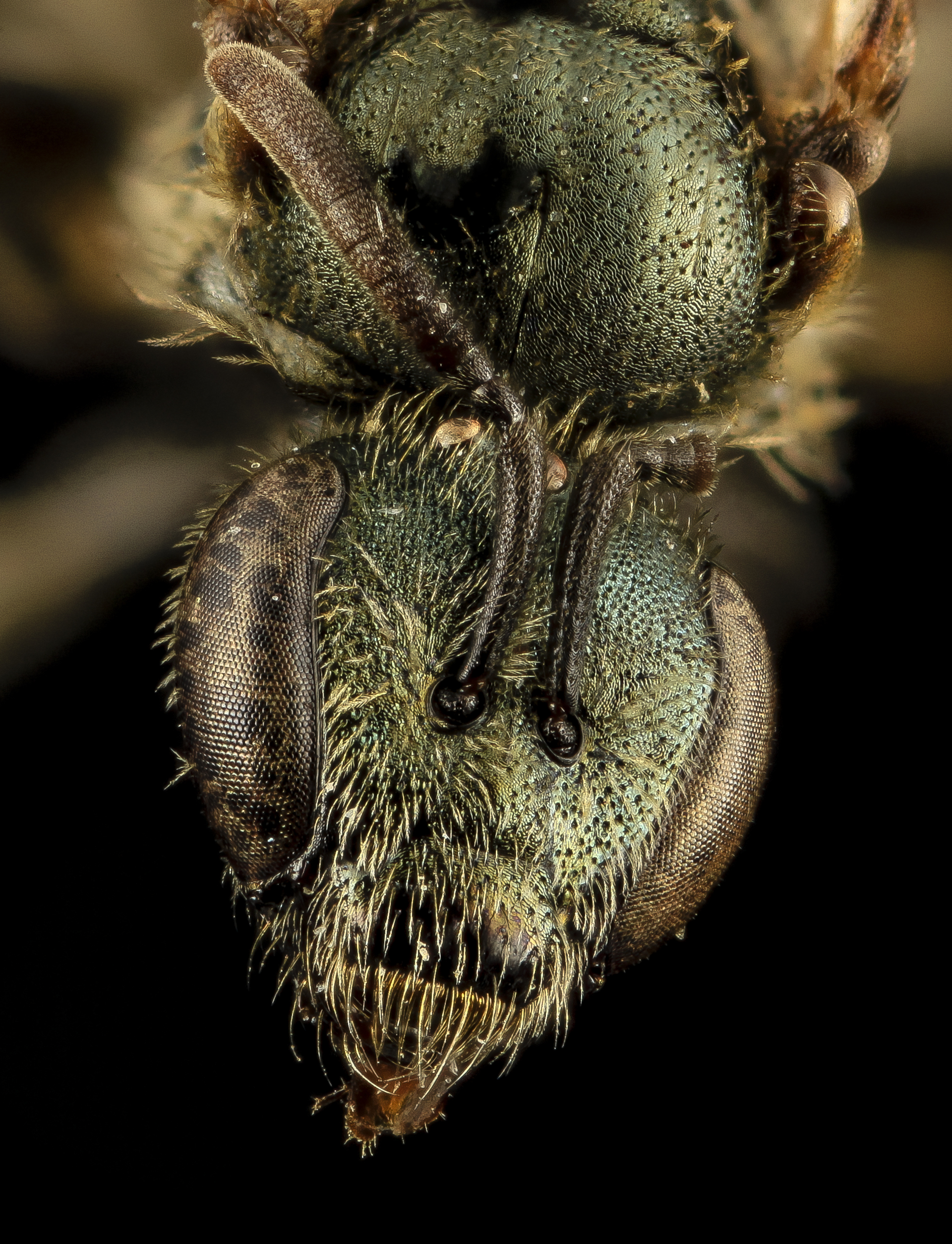
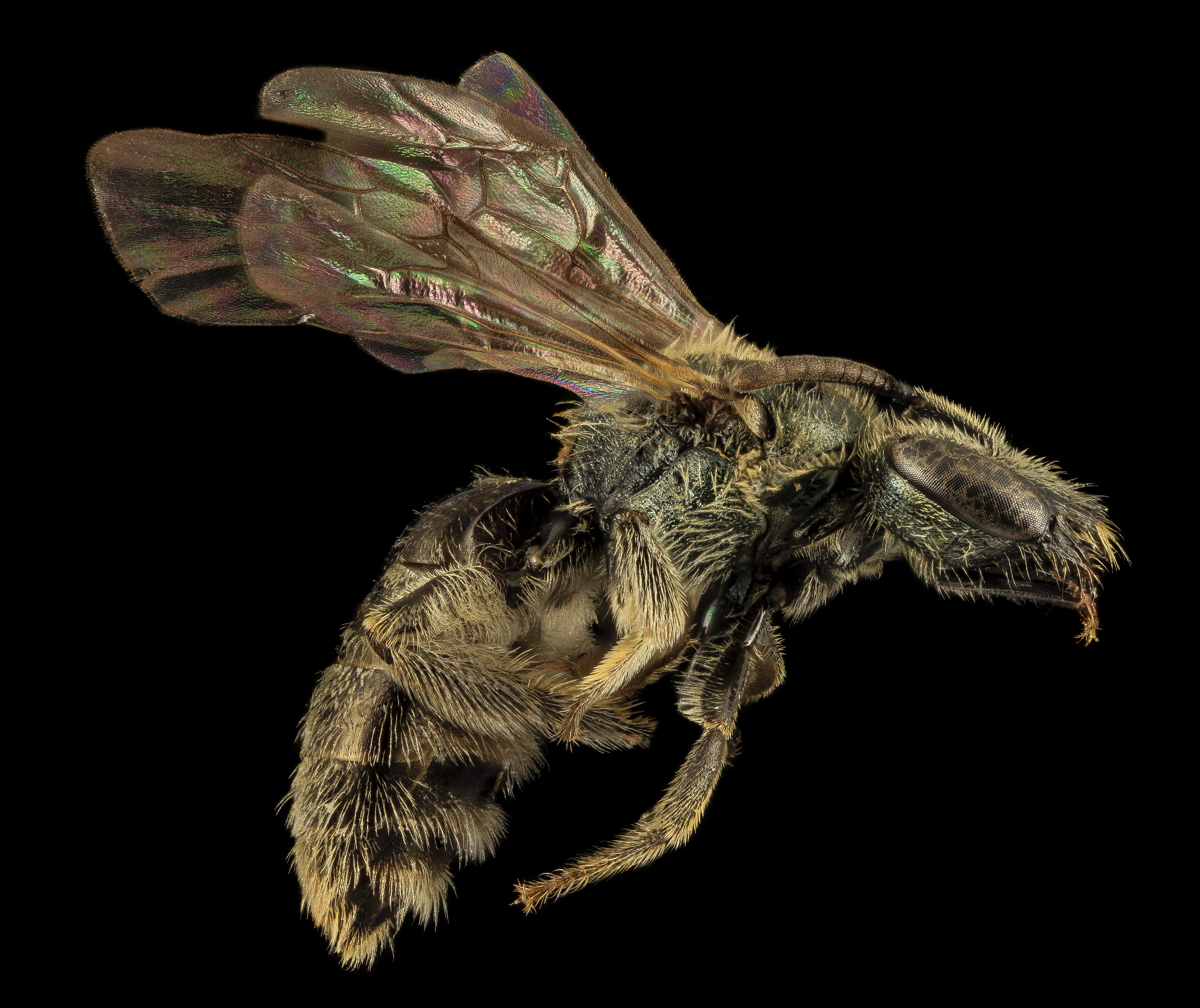